# Herbert Jolly
Herbert Charles Jolly (Vale (Guernsey), 15 februari 1895 - Bradford, 16 april 1983) was een Britse golfer. 
Hij werd op Guernsey geboren en begon zijn carrière als assistent-pro op de Royal Guensey Golf Club die in 1890 was opgericht. Hij vocht mee in de Eerste Wereldoorlog en werd daarna clubprofessional op de Foxgrove Golf Club (1919-1933) (Beckenham) en daarna op de Branshaw Golf Club in (West Yorkshire), samen met Alex Caygill, die in de 1969 Ryder Cup speelde.
In 1923 speelde Jolly op de Headingley Golf CLub een demostratiewedstrijd, die de Championship of the World werd genoemd. In die tijd werd altijd matchplay gespeeld. Zijn tegenstanders waren Walter Hagen en Gene Sarazen. Hagen won van Sarazen maar verloor van Jolly.
In 1927 was hij de playing captain van het eerste Britse Ryder Cup team. Tot 1993 was hij de oudste Ryder Cup speler, zijn record werd toen verbroken door Raymond Floyd, die toen 51 jaar was.
Het Britse team bestond in 1927 uit Aubrey Boomer, Archie Compston, George Duncan, Arthur Havers, Ted Ray, Fred Robson en Charles Whitcombe. Het Amerikaanse team bestond toen uit Leo Diegel, Johnny Farrell, Johnny Golden, Bill Mehlhorn, Gene Sarazen, Joe Turnesa en Al Watrous en playing captain Walter Hagen.
In 1927 speelde Bert Jolly in het US Open, waar hij op de 42ste plaats eindigde. In 1932 werd hij 34ste bij het Brits Open, winnaar was Gene Sarazen.

## Gewonnen
Onder meer:
- 1923: Yorkshire Evening News Tournament
- 1930: Yorkshire Evening News Tournament

## Teams
- Ryder Cup: 1927